# ماكس مارسين
ماكس مارسين (بالبولندية: Max Marcin)‏ هو كاتب سيناريو ومخرج بولندي، ولد في 5 مايو 1879 في بوزنان في بولندا، وتوفي في 30 مارس 1948 في توسان في الولايات المتحدة.

## وصلات خارجية
- ماكس مارسين على موقع IMDb (الإنجليزية)
- ماكس مارسين على موقع ألو سيني (الفرنسية)
- ماكس مارسين على موقع أول موفي (الإنجليزية)
- ماكس مارسين على موقع قاعدة بيانات برودواي على الإنترنت (الإنجليزية)
- ماكس مارسين على موقع قاعدة بيانات الأفلام السويدية (السويدية)
- ماكس مارسين على موقع قاعدة بيانات الفيلم (الإنجليزية)
- ماكس مارسين على موقع كينوبويسك (الروسية)